# اچ‌ام‌اس دونیگل (۱۹۰۲)
اچ‌ام‌اس دونیگل (۱۹۰۲) (به انگلیسی: HMS Donegal (1902)) یک کشتی بود که طول آن ۴۶۳٫۵ فوت (۱۴۱٫۳ متر) بود. این کشتی در سال ۱۹۰۲ ساخته شد.